# كين فيلد
كين فيلد (بالإنجليزية: Ken Field)‏ هو عازف ساكسفون وملحن أمريكي، ولد في 26 يناير 1953.

## وصلات خارجية
- الموقع الرسمي
- كين فيلد على موقع ميوزك برينز (الإنجليزية)
- كين فيلد على موقع ديسكوغز (الإنجليزية)